# Оськин, Семен Кириллович
Семён Кириллович Оськин (24 мая 1880 — 5 сентября 1937) — иерей Русской православной церкви, священномученик, местночтимый святой Украинской Православной Церкви.

## Биография
Родился 24 мая 1880 года в селе Песчаное Харьковской губернии. После революции 1917 года был рукоположен во священники. Около 1937 года проживал в Печенегах Харьковской области, не служил. 10 июня 1937 года был арестован и приговорен к расстрелу. Расстрелян 5 сентября 1937 года в Харькове.

## Канонизация
22 июня 1993 года Определением Священного Синода Украинской Православной Церкви принято решение о местной канонизации подвижника в Харьковской епархии, в Соборе новомучеников и исповедников Слободского края (день памяти — 19 мая (1 июня)).
Чин прославления подвижника состоялся во время визита в Харьков 3-4 июля 1993 года Предстоятеля Украинской Православной Церкви Блаженнейшего Митрополита Киевского и всея Украины Владимира, в кафедральном Благовещенском соборе города.